# Kentucky State University
La Kentucky State University (KSU) è un'università pubblica di Frankfort, nel Kentucky, negli Stati Uniti d'America. Venne fondata nel 1886 e si tratta della seconda più antica istituzione sostenuta dallo stato del Kentucky.